# Pliocen
| Eon        | Eratem   | Sistem Perioda | Serija Epoha | Čas (106let)   |
| ---------- | -------- | -------------- | ------------ | -------------- |
| Fanerozoik | Kenozoik | Kvartar        | Holocen      | 0 - 0,0115     |
| Fanerozoik | Kenozoik | Kvartar        | Pleistocen   | 0,0115 - 2,588 |
| Fanerozoik | Kenozoik | Neogen         | Pliocen      | 2,588 - 5,332  |
| Fanerozoik | Kenozoik | Neogen         | Miocen       | 5,332 - 23,03  |
| Fanerozoik | Kenozoik | Paleogen       | Oligocen     | 23,03 - 33,9   |
| Fanerozoik | Kenozoik | Paleogen       | Eocen        | 33,9 - 55,8    |
| Fanerozoik | Kenozoik | Paleogen       | Paleocen     | 55,8 - 65,5    |
| Fanerozoik | Mezozoik | Kreda          | Pozna        | preteklost     |

Epoha Pliocen (simbol PO )) je obdobje v geoloških zgodovini Zemlje, ki se razteza od 5.333 do 2,58 milijonov let pred sedanjostjo.. To je druga in najmlajši doba obdobja neogen v kenozojski eri. Pliocen sledi epohi miocen, nato sledi doba pleistocena. Pred revizijo Geološke časovne lestvice v letu 2009, ki je postavljena na osnovi 4 zadnjih večjih poledenitev znotraj pleistocena, je bila v pliocen vključena tudi faza gelasij, ki je trajala od 2.588 do 1.806 milijonov let pred sedanjostjo in je sedaj vključena v pleistocen. 
Kot pri drugih starejših geoloških obdobjih, so geološke plasti, ki določajo začetek in konec dobro označene, vendar so natančni datumi začetka in konca dobe nekoliko negotovi. Meje, ki opredeljujejo pliocen niso določene na zlahka identificiranem svetovnem dogodku, temveč na regionalnih mejah med toplejšim miocenom in relativno hladnejšem pliocenu. Zgornja meja je bila določena na začetku te pleistocenske poledenitve.
V pliocenu se je morje skoraj v celoti umaknilo z današnjega ozemlja Slovenije.

## Etimologija
Pliocen je poimenoval Sir Charles Lyell. Ime izhaja iz grške besede πλεῖον (pleion, "več") in καινός (kainos, "novo")  in pomeni preprosto "nadaljevanje nedavnega", ki se nanaša zlasti na sodobno favno morskih mehkužcev. H.W. Fowler imenuje izraz (skupaj z drugimi primeri, kot so pleistocen in miocen) za "obžalovanja vredno barbarstvo" in navedbo, da naj bi bil celo "dober klasični učenjak", kot je Lyellov zahteval pomoč filologa, ko je koval besede. 

## Časovna delitev
V uradnem časovnem okviru ICS, je pliocen razdeljen na dve dobi (stopnji). Od najmlajše do najstarejše so:
- Piacenzij (3,600-2,58 Ma)
- Zancleanij (5,333-3,600 Ma)

Piacenzij se včasih označuje kot pozni pliocen, medtem ko je zancleanij tudi zgodnji pliocen.
V sistemu:
- Doba severnoameriških kopenskih sesalcev (NALMA) vključuje 'hemphillian (9-4,75 Ma) in blancan (4,75-1,806 Ma). Blancan sega naprej v pleistocen.
- Doba južnoameriških kopenskih sesalcev (SALMA) vključuje montehermosan (6.8-4.0 mama), chapadmalalan (4,0-3,0 Ma) in uquian (3,0-1,2 Ma).

V prostoru Paratetisa (centralna Evropa in del zahodne Azije) pliocen vsebuje dobi dakij (približno enako zancleanij) in romanij (približno enako piacenzij in gelasij skupaj). Kot je običajno v stratigrafiji, obstaja še veliko drugih regionalnih in lokalnih poddob.
V pliocenu Velike Britanije je razdelitev na naslednje dobe (od starih do mladih): Gedgravian, Waltonian, Pre-Ludhamian, Ludhamian, Thurnian, Bramertonian ali Antian, Pre-Pastonian ali Baventian, Pastonian in Beestonian. V nizozemskem pliocenu je razdelitev naslednja (star, da mladi): Brunssumian C, Reuverian A, Reuverian B, Reuverian C, Praetiglian, Tiglian A, Tiglian B, Tiglian C1-4b, Tiglian C4c, Tiglian C5 , Tiglian C6 in Eburonian. Natančne korelacije med temi lokalnimi dobami in ICS stopnjami, je še vedno stvar podrobnosti.

## Klima
Povprečna globalna temperatura v srednjem pliocenu (3,3-3 Mya) je bila 2-3 °C višja kot je danes,  raven globalnega morja 25 m višja in na severni polobli je bil ledeni pokrov kratkotrajen pred začetkom obsežnih poledenitev nad Grenlandiji, ki je nastal v poznem pliocenu okoli 3 Ma. Tvorba arktičnega ledu signalizira z nenadno spremembo v razmerju kisikovih izotopov in ledenih plošč v severnem Atlantiku in Severnem Tihem oceanu. Srednja zemljepisna širina poledenitev je bila v teku verjetno pred koncem dobe. Globalno hlajenje, ki se je pojavilo v pliocenu je lahko spodbudilo izginjanje gozdov in širjenje travnikov in savan. 

## Paleogeografija
Celine še naprej plavajo, gibljejo se iz položajev okoli 250 km od njihovih prejšnjih lokacij na položaj samo 70 km od njihovih sedanjih lokacij. Južna Amerika je postala povezana s Severno Ameriko pri Panamski ožini v pliocenu, kar je omogočilo Great American Interchange (Velika ameriška izmjenjava živali) in prineslo skoraj popoln konec južnoameriškemu značilnemu velikemu plenilcu sparassodonta in avtohtonih parkljarjev meridiungulata. Nastanek ožine je imel velike posledice na globalne temperature, saj je bil topel ekvatorialni oceanski tok odrezan in začel se je hladni atlantski cikel, s hladnimi arktičnimi in antarktičnimi vodami je pada temperatura v zdaj izoliranem Atlantskem oceanu.
Trčenje Afrike z Evropo je oblikovalo Sredozemsko morje in odrezalo ostanke Tetis oceana. Meja med miocenom in pliocenom je tudi čas Mesinske krize salanitete.
Spremembe višine morske gladine je izpostavila kopenski most med Aljasko in Azijo.
Pliocenski morske kamnine so bile dobro izpostavljene v Sredozemlju, v Indiji in na Kitajskem. Drugod so bile izpostavljene predvsem v bližini obale.

## Rastlinstvo
Sprememba na hladnejšo, suho, sezonsko klimo je imela precejšnje posledice na pliocensko vegetacijo in zmanjševaje tropskih vrst po svetu. Širili so se listnati gozdovi, iglasti gozdovi in tundra so pokrivali velik del na severu, travišča so se razširila na vseh celinah (razen Antarktiki). Tropski gozdovi so bili omejeni na ozek pas okoli ekvatorja in poleg suhih savan, so se v Aziji in Afriki pojavile puščave.

## Živalstvo
Tako morska in kontinentalna favna je bila v bistvu sodobna, čeprav je bila kontinentalna favna malo bolj primitivna, kot je danes. Prvi prepoznavni hominini, ki so se pojavili v pliocenu, so bil australopitecini.
Množični trki celin so pomenili veliko migracijo in mešanje prej izoliranih vrst. Rastlinojedci so dobili večji prostor, kot specializirani plenilci.
- Polži Oliva sayana iz pliocena na Floridi.
- Korala Cladocora iz pliocena na Cipru.
- Polž in pritrjen črv iz pliocena na Cipru.
- Polž Turritella carinata iz pliocena na Cipru.
- Trnate ostrige Spondylus desna in leva polovica iz pliocena na Cipru.
- Spondylus iz pliocena na Cipru.
- Latvica Diodora italica iz pliocena na Cipru.
- Slonovi zobčki Dentalium iz pliocena na Cipru.
- Polž Aporrhais iz pliocena na Cipru.
- Školjka Anadara iz pliocena na Cipru.
- Školjka Ammusium cristatum iz pliocena na Cipru.
- Polž Petaloconchus intortus pritrjen na  koralo Cladocora iz pliocena na Cipru.

### Sesalci
V Severni Ameriki so uspešno nadaljevali razvoj glodavci, velike mastodoni, gomphotheriumi in oposumi, medtem ko so se parkljarji (kopitarji) zmanjšali, populacije kamel, jelenov in konj skoraj izginile. Nosorogi, triprsti konji (Nannippus), oreodonti (Merycoidodontoidea), protoceratidae in chalicothere so izumrli. Izumrli so psi borophagine in agriotherium, druge zveri, vključno družina podlasic, psi in medvedi so obstali. Talni lenivci, ogromni gliptodonti in pasavci so prišli na sever preko Panamske ožine.
V Evraziji so se dobro razvili glodavci, medtem ko se je distribucija primatov zmanjšala. Sloni, gomphotheriumi in stegodonti so bili v Aziji uspešni, rovke so se selili severno od Afrike. Raznolikost konj se je zmanjšala, medtem ko so dokaj dobro uspevali tapirji in nosorogi. Krave in antilope so bile uspešne, nekatere vrste kamel so prestopile v Azijo iz Severne Amerike. Pojavile so se hijene in zgodnje sabljezobe mačke in se pridružile drugim plenilcem, vključno psom, medvedom in podlasicam.
V Afriki so prevladovali parkljarji, primati so nadaljevali svoj razvoj, australopitecini (nekateri med prvimi hominini) so se pojavili v poznem pliocenu. Glodalci so bili uspešni, sloni so se povečali. Krave in antilope so nadaljevale diverzifikacijo in prehitevale prašiče v številu vrst. Pojavile so se zgodnje žirafe, kamele so se selili preko Azije iz Severne Amerike. Konji in sodobni nosorogi so prišli na sceno. Medvedom, psom in podlasicam (prvotno iz Severne Amerike) so se pridružile mačke, hijene in cibetovke kot afriški plenilci, zaradi česar so se hijene prilagodile kot specializiran lovec.
V Južno Ameriko so se selile severnoameriške vrste, prvič od krede, glodavci in primati so se mešali z južnimi oblikami. Litopterna in notoungulata, južnoameriški vrsti, sta bili večinoma uničeni, razen macraucheniidae in toxodontidae, ki so uspele preživeti. Mala podlasica kot mesojeda kuna, koati in medved Arctotherium so se naselili iz severa.
Vrečarji so ostali prevladujoči avstralski sesalci, rastlinojedih oblik, vključno vombati in kenguruji in velik Diprotodon. Mesojedi vrečarji so nadaljevali lov v pliocenu, vključno Dasyuromorphia, psu podoben tasmanski tiger in mački podoben Thylacoleo. V  Avstralijo so prišli prvi glodavci. Pojavili so se sodobni kljunaši in stokovci.

### Ptiči
Plenilski južnoameriški Phorusrhacidae so bili redki v tem času; med zadnjimi se je Titanis  preselil v Severno Ameriko in tekmoval s sesalci kot boljši plenilec. Verjetno so se razvile tudi druge ptice, nekatere sodobne, nekatere so zdaj izumrle.

### Plazilci in dvoživke
Aligatorji in krokodili so v Evropi izumrli, ko se je podnebje ohladilo. Rodovi strupenjač so se povečali, saj se je razvilo več glodavcev in ptic. Klopotače so se prvič pojavile v pliocenu. Sodobne vrste Alligator mississippiensis, ki so se razvili v miocenu, so nadaljevali razvoj tudi v pliocenu, razen z bolj severnem območju; osebke iz zelo poznih miocenskih usedlin so našli v Tennesseeju. Velikanske želve ao vedno uspevale v Severni Ameriki, z rodovi kot je Hesperotestudo. Primitivne kače so bile še vedno prisotne v Avstraliji. Dvoživka rodu Allocaudata je izumrla.

## Oceani
Oceani so bili v pliocenu še vedno razmeroma topli, čeprav se je hlajenje nadaljevalo. Arktični ledeni pokrov se je oblikoval, podnebje se je sušilo in povečali so se mrzli plitvi tokovi v severnem Atlantiku. Globoki hladni tokovi so tekli od Antarktike.
Nastanek Panamske ožine pred približno 3,5 milijoni leti je odrezal končni ostanek tistega, kar je bilo nekoč v bistvu ekvatorialni tok, ki je obstajal od krede in zgodnjega kenozoika. To je morda prispevalo k nadaljnjemu hlajenju oceanov po vsem svetu.
V pliocenskih morjih so živele morske krave, morski levi in tjulnji.

## Supernove
Leta 2002 je Narciso Benítez in ostali izračunal, da je pred približno 2 milijonoma let, po koncu pliocenske epohe, skupina svetlih O in B zvezd, imenovanih skupina Škorpijon-Kentaver OB, opravila v 130 svetlobnih letih od Zemlje in da je bila ena ali več eksplozij supernov povod za funkcijo znano kot Local Bubble.  Taka bližnja eksplozija bi lahko škodovala Zemljinemu ozonskemu plašču in povzročila izumrtje nekaterih oceanskih živali (na vrhuncu, bi lahko supernova te velikosti imela enako absolutno magnitudo kot celotna galaksija 200 milijard zvezd). 